# Албрехт II фон Хакеборн
Албрехт II фон Хакеборн (на немски: Albrecht II von Hakeborn; * пр. 1209; † ок. 24 май 1252/ сл. 1255) е благородник, господар на Хакеборн при Ашерслебен в Саксония-Анхалт.

## Произход
Той е син на Албрехт I фон Хакеборн (* пр. 1169; † сл. 1215/сл. 1231), господар на Випра, и съпругата му Гертруд вероятно фон Цигенхайн († сл. 1207), дъщеря на граф Гозмар IV фон Райхенбах-Цигенхайн, домфогт на Фулда († сл. 1193). Внук е на Фридрих фон Хакеборн († сл. 1200) и Кунигунда фон Випра († 1209), дъщеря на граф Лудвиг II фон Випра, фогт фон Готесгнаден († 1151), и Матилда фон Ветин († 1151).
Резиденцията му е замък Хакеборн при Ашерслебен. От 1175 г. фамилията притежава замък Випра при Зангерхаузен. Господарите фон Хакеборн продават замък Випра през 1328 г. на архиепископство Магдебург.

## Фамилия
Албрехт фон Хакеборн се жени и има пет деца:
- Албрехт III 'Стари' фон Хелфта-Хакеборн (* пр. 1253; † сл. 1304/† 20 април 1305), женен за Агнес фон Регенщайн († сл. 1274), дъщеря на граф Улрих I фон Регенщайн († 1265/1267) и графиня Лукард фон Грибен († 1273/1280)
- Гертруд фон Хакеборн (* 1231; † сл. 1291/1292), абатиса на манастир Хелфта (1251 – 1292)
- Мехтилд фон Хакеборн (* 1240/1241; † 19 ноември 1298), монахиня в манастир Хелфта, Светица
- дъщеря фон Хакеборн, омъжена за Хойер II фон Фридебург (* пр. 1255; † сл. 1269/пр. 1277), син на Хойер I фон Фридебург († сл. 1249) и Мехтилд фон Меринген († сл. 1267)
- Лудвиг фон Хакеборн (* пр. 1253; † сл. 5 октомври 1298), женен за София фон Анхалт-Цербст († 1290), дъщеря на княз Зигфрид фон Анхалт-Цербст († 1298) и принцеса Катарина (Ериксдотер/Биргерсдотер) от Швеция († 1289)